# Gundomado
Gundomado, noto anche come Gundomaro (in latino Gundomadus) (... – 357), fu un re della confederazione germanica degli Alemanni e poi generale dell'Impero romano.

## Biografia
Era fratello di Vadomario e, secondo lo storico romano Ammiano Marcellino, i due fratelli governarono un'area sulla riva destra del Reno vicino all'attuale Breisach in Brisgovia. Per questa ragione, i due fratelli sono identificati come sovrani dei Brisigavi, menzionati brevemente nella Notitia Dignitatum tra il 395 e il 398.
Ammiano Marcellino riferisce che Gundomado e suo fratello Vadomario firmarono un trattato di pace nel 354 dopo una battaglia persa contro l'imperatore Costanzo II vicino ad Augst. Nel 357 Gundomado fu ucciso dai suoi stessi seguaci perché non erano d'accordo con la sua politica pacifista nei confronti dei romani. Pertanto, insorsero contro il cesare Giuliano. Secondo Ammiano, questa ribellione fu presumibilmente favorita da Costanzo, che nutriva una notevole avversione per Giuliano. Tuttavia, questa versione potrebbe riflettere una visione di parte prodotta a scopo propagandistico da Ammiano, che era un sostenitore dell'imperatore Giuliano.